# Emarginea gammophora
Emarginea gammophora là một loài bướm đêm trong họ Noctuidae.